# Gouvernement Merino
Vizcarra V Sagasti
Le gouvernement Merino est le gouvernement du Pérou entre le 11 et 17 novembre 2020, dont le président de la République est Manuel Merino.

## Contexte
En septembre 2020, le président Martín Vizcarra est accusé de corruption à la suite de la diffusion d'un enregistrement le mettant en cause dans un contrat de complaisance supposé d’un chanteur. Il échappe à une première destitution du Congrès et la justice annonce l'ouverture d'une enquête quelque temps plus tard.
Le 10 novembre 2020, Manuel Merino, en tant que Président du Congrès, devient président de la République à la suite de la destitution de Martín Vizcarra, votée la veille. Il est le troisième Président entre 2016 et 2021, signe de la crise politique que traverse le Pérou.

## Historique

### Formation
Le 11 novembre 2020, Ántero Flores-Aráoz prête serment en tant que président du Conseil des ministres lors d'une cérémonie qui s'est tenue dans la salle dorée du palais du gouvernement. Le lendemain, Manuel Merino prête serment avec son cabinet ministériel, qui comprend d'anciens ministres et anciens vice-ministres de différents ministères.

### Démission
Le 15 novembre 2020, Merino est forcé de démissionner en raison des manifestations. Quelques heures plus tôt, plusieurs ministres de son gouvernement avaient déjà démissionné.

## Composition
| Portefeuille                                                    | Titulaire | Titulaire                   | Parti  |
| --------------------------------------------------------------- | --------- | --------------------------- | ------ |
| Président de la République                                      |           | Manuel Merino               | AP     |
| Conseil des ministres                                           |           |                             |        |
| Président du Conseil des ministres                              |           | Ántero Flores-Aráoz         | Indép. |
| Ministre des Affaires étrangères                                |           | Franca Deza                 | Indép. |
| Ministre de la Défense                                          |           | Walter Chávez Cruz          | Indép. |
| Ministre de l'Économie et des Finances                          |           | José Arista                 | Indép. |
| Ministre de l’Intérieur                                         |           | Gastón Rodríguez            | Indép. |
| Ministre de la Justice et des Droits de l'homme                 |           | Delia Muñoz                 | Indép. |
| Ministre de l’Éducation                                         |           | Fernando d'Alessio          | Indép. |
| Ministre de la Santé                                            |           | Abel Salinas Rivas          | Indép. |
| Ministre du Développement agraire et de l'Irrigation            |           | Fernando Hurtado Pascual    | Indép. |
| Ministre du Travail et de la Promotion de l'emploi              |           | Juan Sheput                 | APP    |
| Ministre de la Production                                       |           | Alfonso Miranda Eyzaguirre  | Indép. |
| Ministre du Commerce extérieur et du Tourisme                   |           | María Seminario             | Indép. |
| Ministre de l'Énergie et des Mines                              |           | Carlos Herrera Descalzi     | Indép. |
| Ministre des Transports et des Communications                   |           | Augusto Raul Valqui         | Indép. |
| Ministre du Logement, de la Construction et de l'Assainissement |           | Hilda Sandoval Cornejo      | Indép. |
| Ministre de la Femme et des Populations vulnérables             |           | Patricia Teullet            | Indép. |
| Ministre de l'Environnement                                     |           | Lizzet Rojas                | Indép. |
| Ministre de la Culture                                          |           | María del Carmen de Reparaz | Indép. |
| Ministre du Développement et de l'Inclusion sociale             |           | Federico Tong               | Indép. |